# Rautojåkka (Pulsu)
De Rautojåkka is een bergbeek in het noorden van Zweden, ontstaat aan de oostkant van een bergmeer, stroomt verder door de gemeente Kiruna naar het oosten naar de Jarenjåkka en is ongeveer 12 kilometer lang.
Er ligt nog een andere rivier met dezelfde naam Rautojåkka in het gebied.
afwatering: Rautojåkka → Jarenjåkka → Pulsurivier → Lainiorivier → Torne → Botnische Golf.